# Hôtel de ville d'Incheon (métro d'Incheon)
Hôtel de ville d'Incheon (hangeul : 인천시청 ; hanja : 仁川市廳 et officiellement en anglais : Incheon City Hall) est une station de correspondance entre la ligne 1 et la ligne 2 du métro d'Incheon. Elle est située sous les voies au croisement de la Guwol-ro et la Yesul-ro, dans le quartier Juan-dong, arrondissement Namdong-gu de la ville d'Incheon, à l'ouest de Séoul, en Corée du Sud.
Ouverte en 1999 (L1) et devenue une station de correspondance en 2016 (L1-L2), elle est desservie par les rames omnibus qui circulent sur l'ensemble des deux lignes. Un court passage en souterrain permet les correspondances entre les deux stations.

## Situation sur le réseau

Plan du réseau (2023)

La station établie en souterrain, Hôtel de ville d'Incheon est une station de correspondance entre la ligne 1 et la ligne 2 du métro d'Incheon : 
sur la ligne 1, elle est située entre la station Seokbawi Market, en direction du terminus Gyeyang, et la station Culture & Arts Center, en direction du terminus sud-est Songdo Moonlight Festival Park.
sur la ligne 2, elle est située entre la station Ganseogogeori, en direction du terminus nord Geomdan Oryu, et la station Seokcheon Sageori, en direction du terminus sud-est Unyeon.

## Histoire
La station Hôtel de ville d'Incheon est mise en service le 6 octobre 1999, lors de l'ouverture à l'exploitation de la section de Dongmak à  Bakchon.
Avant 2010, le métro d'Icheon disposait de son propre système de billetterie, depuis il est intégré dans le système du métro de Séoul. Cette fusion est aussi visible sur les plans du métro de Séoul qui incluent maintenant le métro d'Incheon.
Elle devient une station de correspondance avec l'ouverture de la station de la ligne 2 du métro d'Incheon le 30 juillet 2016, lors de l'ouverture à l'exploitation des 27 stations de la totalité de la ligne de métro léger sur pneu sans conducteur, longue de 29,3 km,,.

## Services aux voyageurs

### Accès et accueil
La station souterraine est établie sur plusieurs niveaux en sous-sol. Il y a neuf bouches, numérotées de 1 à 9, disposées de part et d'autre des voies, situées en surplomb, la Guwol-ro et la Yesul-ro qui se croisent en surface. Les stations sont également directement accessibles par deux ascenseurs. Les lignes se croisant à une profondeur différente, la ligne 1 dispose d'une billetterie au premier sous-sol et la ligne 2 au troisième sous-sol. Les voies et quais sont au deuxième sous-sol pour la ligne 1 et au quatrième sous-sol pour la ligne 2. Le cheminement de correspondance entre les deux stations est situé à l'extrémité sud de la ligne 1 et à l'extrémité est de la ligne 2. Comme toutes les stations de la ligne, les billetteries sont équipées d'automates pour l'achat de titres de transport valables sur l'ensemble du réseau du métro de Séoul.

Installations
Bouche n°8.
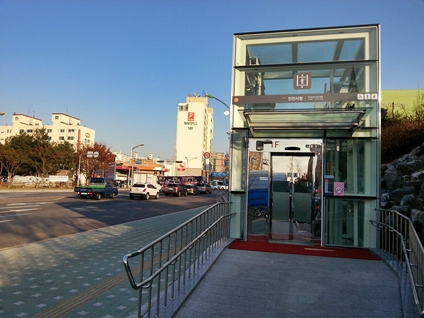
Un ascenseur.
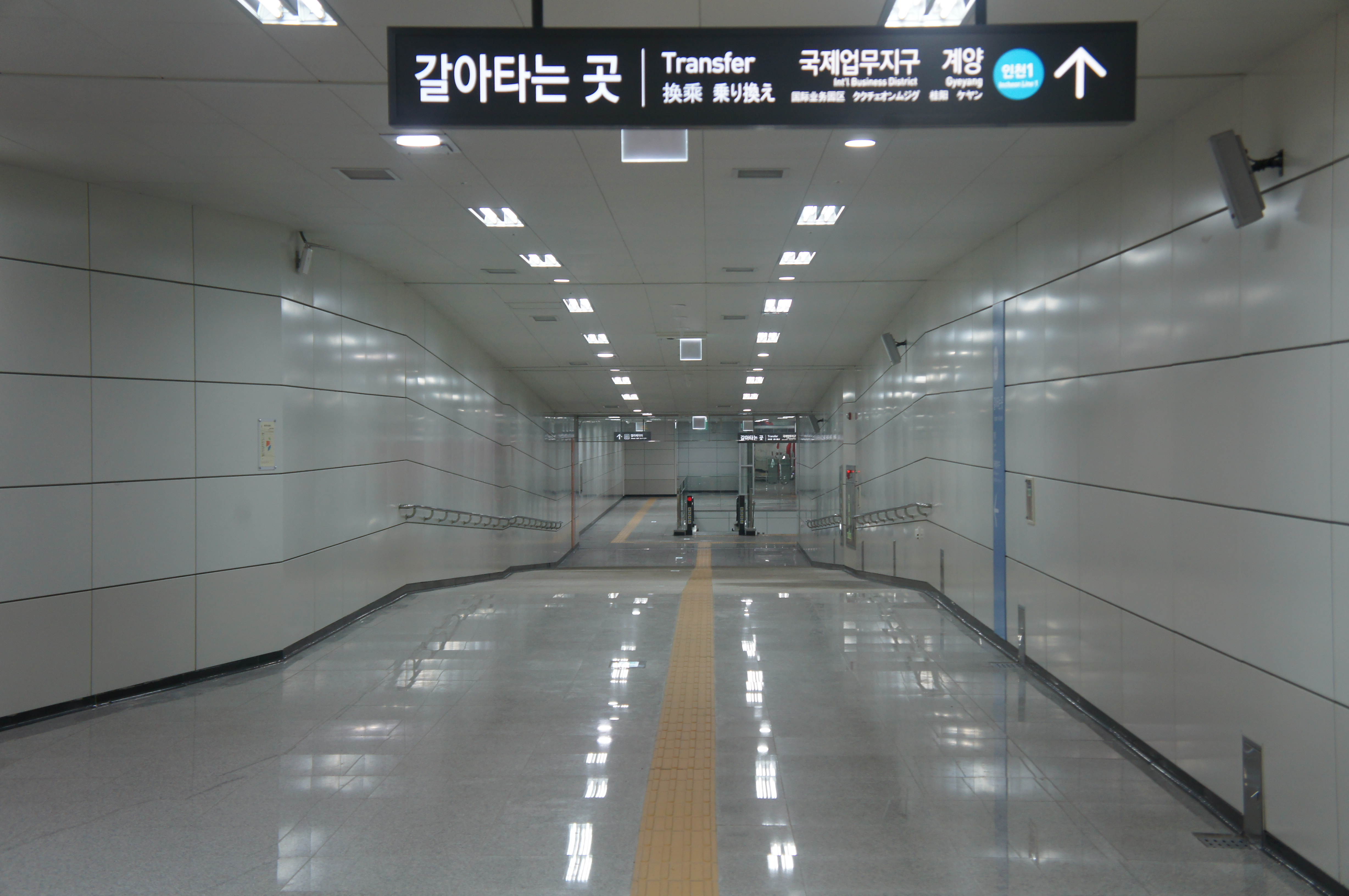
Passage de correspondance.

### Station de la ligne 1
Hôtel de ville l1 est desservie par les rames omnibus qui circulent sur la ligne 1 du métro d'incheon. Elle dispose de deux voies et deux quais latéraux équipés de portes palières.

Installations station L1
En 2016.
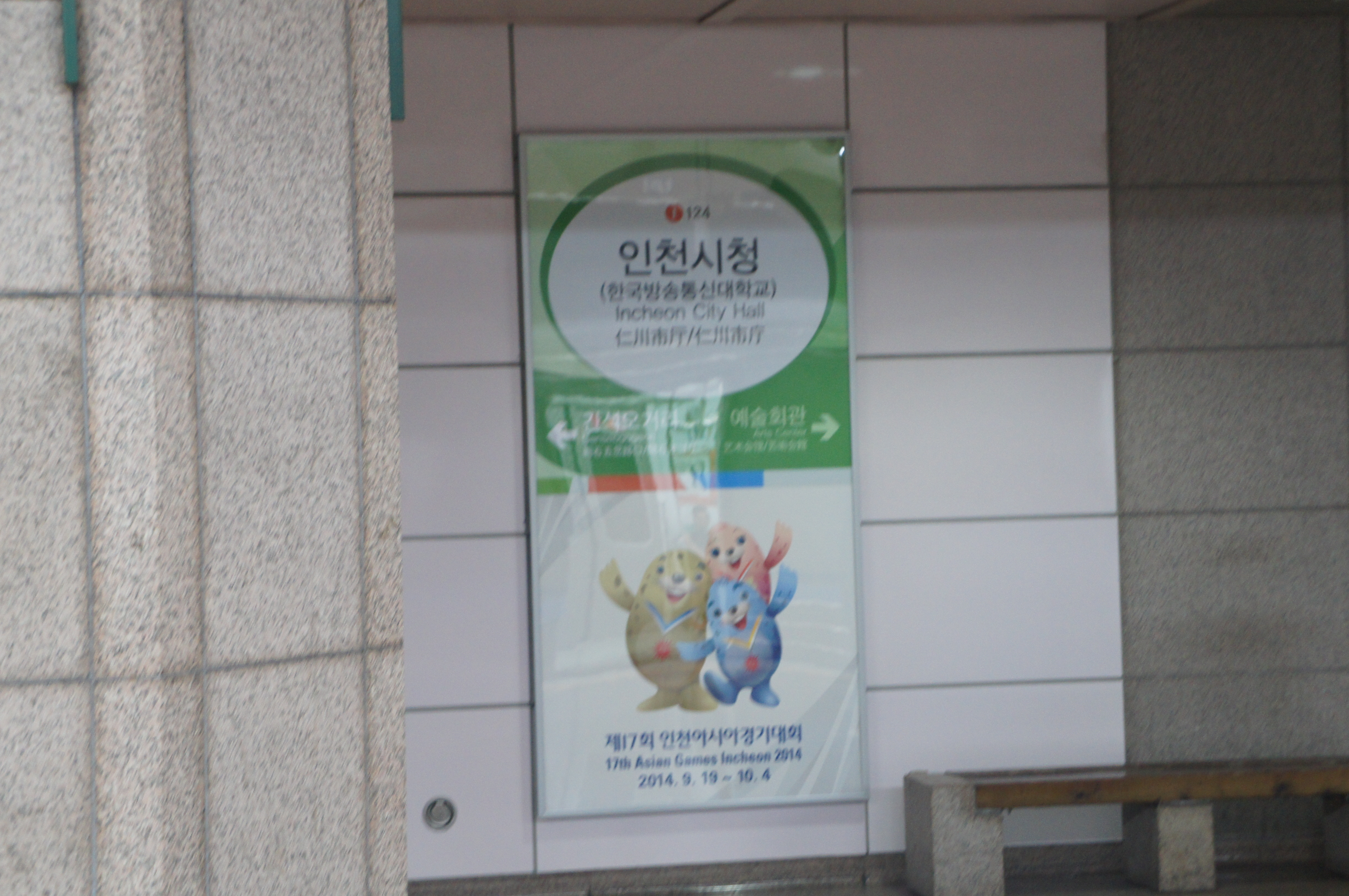
En 2013.
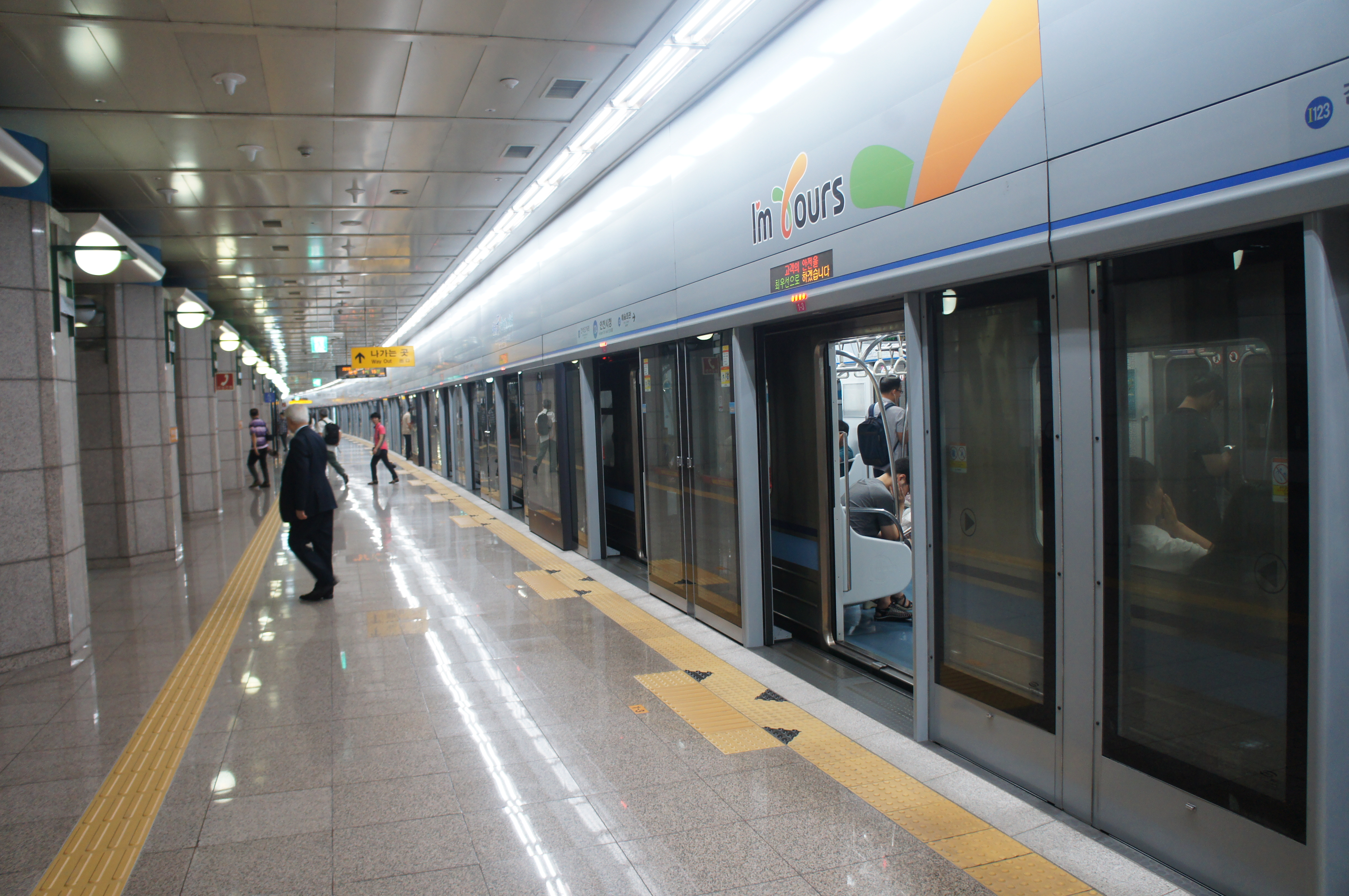
En 2016.

### Station de la ligne 2
Hôtel de ville l2 est desservie par les rames omnibus qui circulent sur la ligne 2 du métro d'Incheon. Elle dispose de deux voies et deux quais latéraux équipés de portes palières.

Installations station L2
En 2016
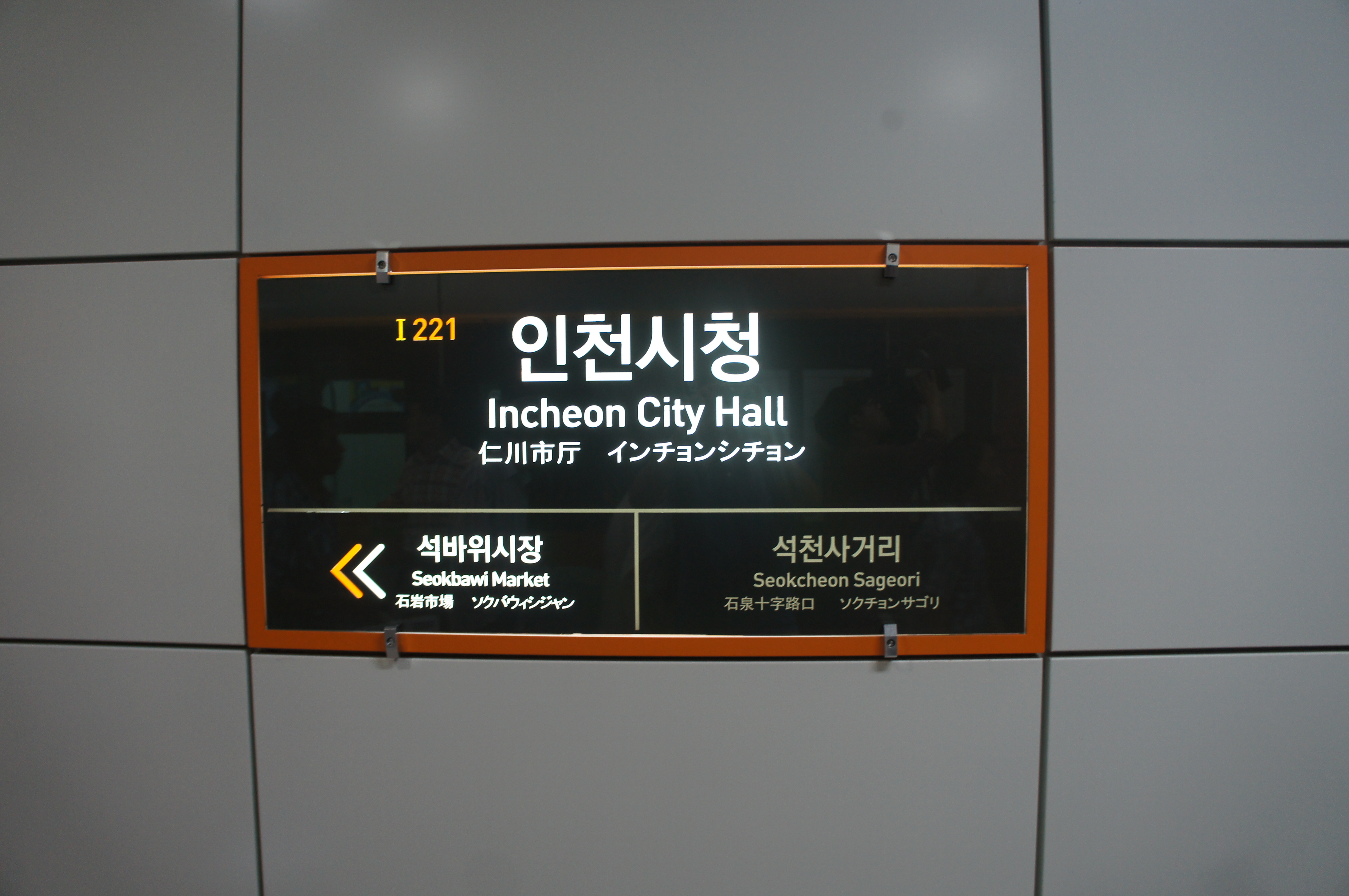
En 2016.
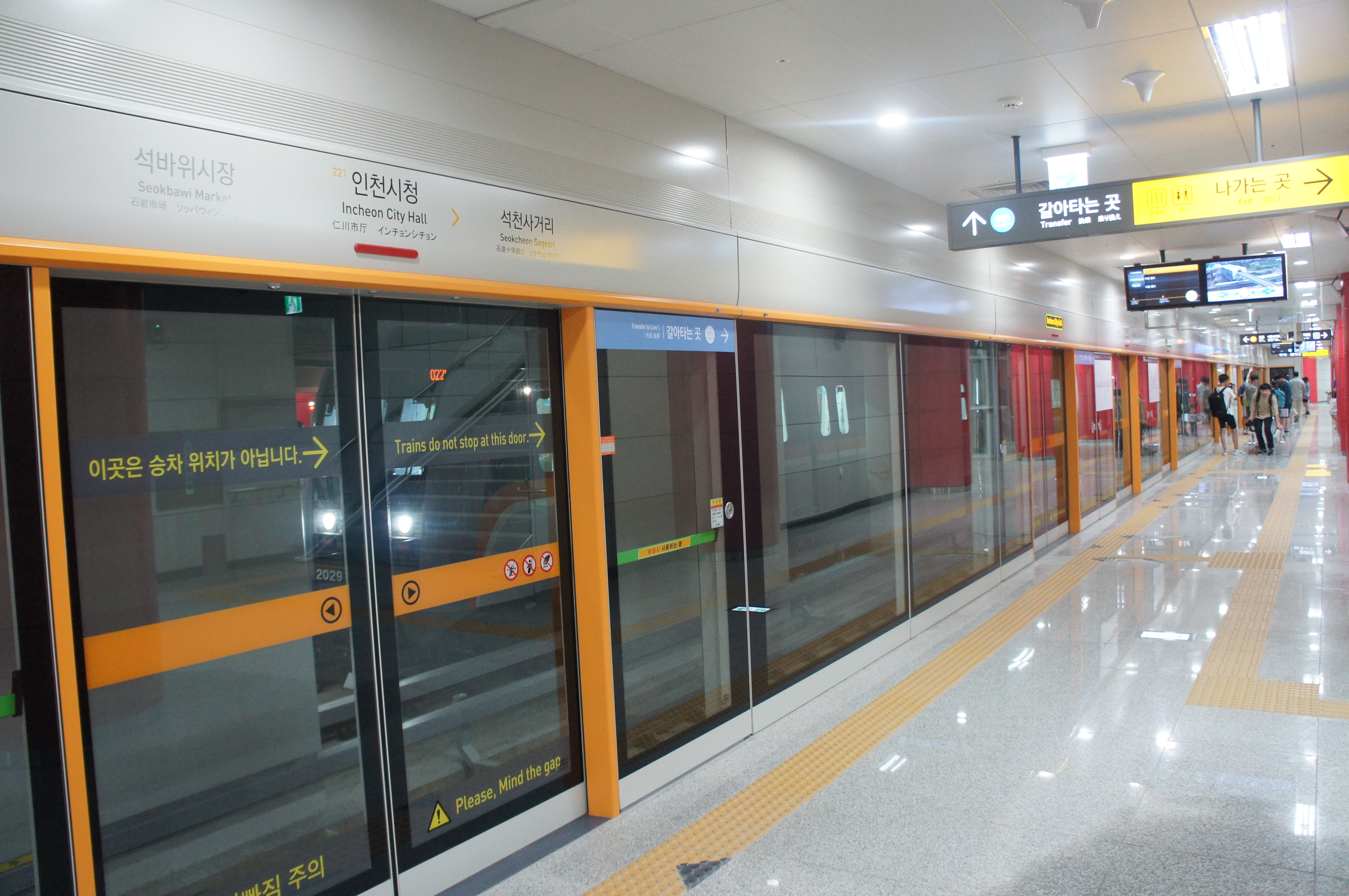
En 2016.

### Intermodalité
Elle dispose de zones de stockage pour les vélos. Des arrêts de bus sont établis à proximité des bouches de la station.